# Olo n:o 22
Olo n:o 22 est une sculpture des artistes Pasi Karjula et Marko Vuokola, installée à Helsinki, en Finlande, en 2000.

## Description
Olo n:o 22 consiste en une cinquantaine de sphères d'acier poli, de différentes tailles.

## Localisation
Les sphères composant la sculpture sont disséminées autour du bassin du quartier d'Hietalahti, dans le sud d'Helsinki. La plupart des sphères sont placées dans des espaces publics, mais certaines sont situées à l'intérieur de propriétés privées.

## Historique
Le projet proposé par Pasi Karjula et Marko Vuokola gagne le premier prix dans une compétition organisée à la fin des années 1990 pour installer des œuvres d'art dans le quartier de Hietalahti. La sculpture est inaugurée le 25 juillet 2000.